# 조상현 (국악인)
조상현(趙相賢, 1939년 11월 7일 ∼ )은 대한민국의 판소리 명창이며 본관은 한양(漢陽)이다.

## 약력
전라남도 보성군 겸백면 오호리에서 부친 조기원, 모친 문향지의 3남 1녀 중 막내로 태어났다. 율포중학교, 목포고등학교를 졸업했다. 13세 때부터 7년간 정응민에게 판소리(강산제)를 배웠다. 20세부터는 광주의 호남국악원과 광주국악원에서 생활하면서 박봉술 명창을 만났고, 임방울 명창과도 교류했다. 명창 박녹주씨의 수양아들이 되어 3년간 독공했다. 1974년 문공부 주최 제1회 전국판소리 명인명창대회(남원, 현재는 춘향국악대전)에서 1등을 차지했다. <심청가>에 장하며 웅대한 성량으로 촉망을 받았다. 국립창극단 단원, (사)한국판소리보존회 이사장을 지냈다. 전남대학교 국악학과에서 전임강사, 대우교수 등을 지냈고 광주시립국극단 단장을 지냈다.

## 기타
- 조상현이 태어난 겸백면 오호리는 '보성소리'의 원가인 회천면 영천리와 거리가 있는 면계이다.[3]
- 그는 6세 때부터 글을 읽어 사서에 능통하였다. 지금까지도 국악계의 보기드문 숨은 학자이다.[4]
- (사) 한국판소리보존회를 설립하고 이사장을 30여년간 지냈고 전남대학교 국악학과 교수도 지냈다.
- 조상현의 창제는 '보성소리'로 분류되는 강산제이다. 우람장중하고 묵직한 철성을 단전에서 끌어올리는 동편제와도 다르고 계면조에다 애원성과 감칠맛이 넘실대는 서편제와도 다르다. 국민학교를 졸업하던해에 정응민 선생을 찾아가 소리를 배웠다. 율포중학교와 보성고등학교를 다니면서도 정응민 선생집에서 하루 10시간 이상의 혹독한 소리 학습을 8년여간 하였다.
- 태권도 3단이다.[5]
- 동양방송 공연장에서 만난 이병철 삼성그룹 회장의 지대한 배려와 관심으로 전기를 맞았다. 국립창극단에서 모든 주역을 맡아 오며 정'재계 등 각계 최고위 지도층 인사들과 많은 교류를 했다.[6]
- 제자로는 염경애, 주소연, 박춘맹, 윤상호, 마미숙, 이숙영 등이 있다.
- 아직까지 대한민국 최고의 국창으로 활동과 후진양성에 힘을 쓰고 있다.

## 작품
- 조상현 심청가(1976년)/오아시스레코드사